# Darevskia derjugini
Darevskia derjugini este o specie de șopârle din genul Darevskia, familia Lacertidae, ordinul Squamata, descrisă de Nikolskij 1898. A fost clasificată de IUCN ca specie cu risc scăzut. Conform Catalogue of Life specia Darevskia derjugini nu are subspecii cunoscute.